# John Larson
John Barry Larson (Hartford, 22 luglio 1948) è un politico statunitense, membro della Camera dei Rappresentanti per lo stato del Connecticut.

## Biografia
Insegnante di storia, Larson intraprese l'attività politica nel 1982, quando conquistò un seggio al Senato di stato del Connecticut come membro del Partito Democratico. Larson vi servì per sei mandati, quattro dei quali come presidente pro tempore.
Nel 1994 cercò l'elezione a governatore del Connecticut, ma venne sconfitto. Quattro anni dopo tuttavia approdò alla Camera dei Rappresentanti, succedendo alla compagna di partito Barbara Kennelly, deputata per diciassette anni. Da allora Larson fu sempre rieletto senza grossi problemi.
John Larson è un moderato e fa parte della New Democrat Coalition.